# موخروانی
موخروانی (گرجی: მუხროვანი) یک روستا در گرجستان است که در استان کاختی واقع شده است. موخروانی در فاصله ۳۰ کیلومتری تفلیس پایتخت گرجستان قرار گرفته و یکی از محل‌های آموزش نیروهای عملیات ویژه ارتش این کشور به شمار می‌رود.